# Вільгельм Штелер
Вільгельм Штелер (нім. Wilhelm Stähler; 23 вересня 1922, Кельн — 27 серпня 1978, Ессен) — німецький льотчик-ас штурмової авіації, оберстлейтенант люфтваффе. Кавалер Лицарського хреста Залізного хреста з дубовим листям.

## Біографія
Після закінчення льотного училища зарахований в навчальну ескадрилью 2-ї ескадри пікіруючих бомбардувальників. 15 лютого 1943 року переведений в 7-му, а в жовтні 1943 року — у 8-му ескадрилью своєї ескадри. Учасник Німецько-радянської війни, відзначився у боях під Харковом. З вересня 1943 року — командир 7-ї ескадрильї.
Всього за час бойових дій здійснив понад 1100 бойових вильотів.

## Нагороди
- Нагрудний знак пілота
- Залізний хрест
  - 2-го класу (20 березня 1943)
  - 1-го класу (12 травня 1943)
- Почесний Кубок Люфтваффе (9 серпня 1943)
- Німецький хрест в золоті (12 грудня 1943)
- Лицарський хрест Залізного хреста з дубовим листям
  - лицарський хрест (20 липня 1944) — за 700 бойових вильотів.
  - дубове листя (№812; 28 березня 1945) — за понад 1000 бойових вильотів.
- Авіаційна планка штурмовика в золоті з підвіскою «1100»